# Phtheochroa fulvicinctana
Phtheochroa fulvicinctana es una especie de polilla de la familia Tortricidae. Se encuentra en Francia, Italia, Albania, Croacia, Hungría, Rumania y Ucrania.
La envergadura es de 12–17 mm. Se han registrado vuelos en adultos de agosto y septiembre.
La larva se alimenta de Limonium ovalifolium y Limonium vulgare.